# Kapelica (Labin)
Kapelica je naselje u Republici Hrvatskoj, u sastavu Grada Labina, Istarska županija. 

## Stanovništvo
Prema popisu stanovništva iz 2001. godine, naselje je imalo 573 stanovnika te 198 obiteljskih kućanstava. Kapelica je sve više prepoznata kao povoljno mjesto za gradnju obiteljskih kuća, pa je od 1991. godine zabilježen rast broja stanovnika od 46,3%. 
| broj stanovnika |       |       | 40    | 70    | 98    | 99    |       |       | 390   | 363   | 351   | 262   | 301   | 434   | 573   | 617   | 635   |
|                 | 1857. | 1869. | 1880. | 1890. | 1900. | 1910. | 1921. | 1931. | 1948. | 1953. | 1961. | 1971. | 1981. | 1991. | 2001. | 2011. | 2021. |